# Este es mi estilo
Este es mi Estilo  es un reality show con énfasis en la moda transmitido y producido por TV Azteca en colaboración con la productora turca AcunMedya en el año 2019. El programa es conducido por Vanessa Claudio.

## Temporadas
| Temporada | Estreno                 | Final                   | Programas | Galas | Participantes | Campeona       | Subcampeona    |
| --------- | ----------------------- | ----------------------- | --------- | ----- | ------------- | -------------- | -------------- |
| 1         | 25 de febrero de 2019   | 11 de mayo de 2019      | 55        | 11    | 22            | Andrea Pedrero | Italia Aguado  |
| 2         | 9 de septiembre de 2019 | 30 de noviembre de 2019 | 55        | 11    | 15            | Curvy Zelma    | Estefanía Ríos |

## Elenco

### Presentadora
| Nombre          | Ocupación                           | Temporada 1  | Temporada 2  |
| Vanessa Claudio | Presentadora y actriz de televisión | Presentadora | Presentadora |

### Jurado
| Nombre          | Ocupación                              | Temporada 1 | Temporada 2 |
| Shanik Aspe     | Conductora, cantante y experta en moda | Juez        | Juez        |
| David Salomón   | Diseñador y experto en moda            | Juez        | Juez        |
| Edith González† | Actriz y fashionista                   | Juez        |             |
| Apio Quijano    | Experto en moda                        | Invitado    | Juez        |

## Primera temporada

### Participantes
| Lugar | Participante                 | Semana Final               | Ocupación                    | Días Ganados | Semanas Ganadas | Dinero Acumulado              | Resultado                     |
| ----- | ---------------------------- | -------------------------- | ---------------------------- | ------------ | --------------- | ----------------------------- | ----------------------------- |
| 1°    | Andrea Pedrero 28, México    | Finalistas                 | Escritora                    | 17           | 2               | $100,000                      | Campeona 11 - May - 2019      |
| 2°    | Italia Aguado 32, Colombia   | Finalistas                 | Modelo y diseñadora de modas | 14           | 2               | $75,000                       | Sub Campeona 11 - May - 2019  |
| 3°    | Mayra Orozco 39, México      | Finalistas                 | Lic. en Comercio             | 10           | 3               | $100,000                      | 3° Lugar 11 - May - 2019      |
| 4°    | Anelís Echegaray 33, México  | Finalistas                 | Modelo                       | 2            | 1               | $50,000                       | 4° Lugar 11 - May - 2019      |
| 5°    | Paulina González 29, México  | Finalistas                 | Diseñadora de Moda           | 0            | 0               | $0                            | 5° Lugar 11 - May - 2019      |
| 6°    | Geraldine Cabrera 42, México | Finalistas                 | Abogada                      | 11           | 2               | $100,000                      | 17º Eliminada 09 - May - 2019 |
| 7°    | Diana Magaña 25, México      | Finalistas                 | Estudiante y Emprendedora    | 2            | 0               | $0                            | 16º Eliminada 08 - May - 2019 |
| 8°    | Julissa Rasilla 25, México   | Finalistas                 | Vlogera de Moda              | 1            | 0               | $0                            | 15º Eliminada 07 - May - 2019 |
| 9°    | Lucía Cobos 36, México       |                            | Pastelera                    | 3            | 0               | $0                            | 14º Eliminada 04 - May - 2019 |
| 10°   | Catalina Llana 30, México    | Analista                   | 7                            | 1            | $50,000         | 13º Eliminada 27 - Abr - 2019 |                               |
| 11°   | Krysia Téllez 23, México     | Estudiante                 | 5                            | 1            | $25,000         | 12º Eliminada 27 - Abr - 2019 |                               |
| 12°   | Silvia Alejandra 26, México  | Modelo Curvy               | 0                            | 0            | $0              | 11º Eliminada 20 - Abr - 2019 |                               |
| 13°   | Diana Carolina 25, México    | Bailarina Profesional      | 0                            | 0            | $0              | 10º Eliminada 13 - Abr - 2019 |                               |
| 14°   | Priscila Valverde 19, México | Estudiante de Comunicación | 1                            | 0            | $0              | 9º Eliminada 6 - Abr - 2019   |                               |
| 15°   | Dafne Fahur 26, México       | Lic. en Negocios Int.      | 4                            | 0            | $0              | 8º Eliminada 6 - Abr - 2019   |                               |
| 16°   | Liliana Velázquez 25, México | Ingeniera Industrial       | 1                            | 0            | $0              | 7º Eliminada 30 - Mar - 2019  |                               |
| 17°   | Brenda Campos 29, México     | Contadora                  | 1                            | 0            | $0              | 6º Eliminada 23 - Mar - 2019  |                               |
| 18°   | Luisa Rodríguez 24, Colombia | Modelo                     | 0                            | 0            | $0              | 5º Eliminada 16 - Mar - 2019  |                               |
| 19°   | Nayeli Labastida 40, México  | Ama de Casa                | 0                            | 0            | $0              | 4º Eliminada 16 - Mar - 2019  |                               |
| 20°   | Karla Zagal 25, México       | Lic. en Comunicación       | 0                            | 0            | $0              | 3º Eliminada 7 - Mar - 2019   |                               |
| 21°   | Mariel Perdomo 21, México    | Estudiante                 | 0                            | 0            | $0              | 2º Eliminada 7 - Mar - 2019   |                               |
| 22°   | Natalia Gum 23, México       | Lic. en Comunicación       | 0                            | 0            | $0              | 1º Eliminada 1 - Mar - 2019   |                               |

## Segunda temporada

### Participantes
| Lugar  | Participante                                                 | Edad | Lugar de residencia | Semanas ganadas | Dinero acumulado | Resultado                        |
| ------ | ------------------------------------------------------------ | ---- | ------------------- | --------------- | ---------------- | -------------------------------- |
| 1°     | Zelma "Curvy Zelma" Cherem Influencer                        | 28   | CDMX                | 2+Gala final    | $115,000         | Ganadora 30 - nov - 2019         |
| 2°     | Estefanía Ríos Community Manager                             | 25   | Chihuahua           | 2               | $15,000          | Segundo lugar 30 - nov - 2019    |
| 3°     | María Alejandra Emprendedora                                 | 26   | CDMX                | 3               | $45,000          | Tercer lugar 30 - nov - 2019     |
| 4°     | Sharon Fernández Empresaria                                  | 33   | Querétaro           | 2               | $30,000          | Finalista 30 - nov - 2019        |
| 5°     | Érika Kosegarten Vlogger                                     | 31   | Coahuila            | 0               | $0               | Finalista 30 - nov - 2019        |
| 6°     | Uvania Rodríguez Ama de casa                                 | 26   | Puebla              | 0               | $0               | 9º Eliminada 23 - nov - 2019     |
| 7°     | Theyli Montiel Modelo y conductora de televisión             | 30   | Estado de México    | 0               | $0               | 8º Eliminada 16 - nov - 2019     |
| 8°     | Esther Amkie Escritora y maquillista profesional             | 60   | CDMX                | 1               | $15,000          | 7º Eliminada 2 - nov - 2019      |
| 9°/10° | Luisa Fernanda "Pekis Dom" Dominguez Maquillista profesional | 26   | Estado de México    | 0               | $0               | 5º/6º Eliminadas 26 - oct - 2019 |
| 9°/10° | Lizbeth Vargas Empresaria                                    | 29   | CDMX                | 1               | $15,000          | 5º/6º Eliminadas 26 - oct - 2019 |
| 11°    | Alice Juice Diseñadora                                       | 42   | CDMX                | 1               | $15,000          | Abandona 19 - oct - 2019         |
| 12°    | Elsa Lucía Sánchez Comunicóloga                              | 24   | Hidalgo             | 0               | $0               | 4º Eliminada 12 - oct - 2019     |
| 13°    | Heidi Garduño Influencer                                     | 27   | CDMX                | 0               | $0               | 3º Eliminada 28 - sep - 2019     |
| 14°    | Rubí Michaell Empleada                                       | 28   | CDMX                | 0               | $0               | 2º Eliminada 22 - sep - 2019     |
| 15°    | Maribel Medina Oficinista                                    | 29   | Estado de México    | 0               | $0               | 1º Eliminada 14 - sep - 2019     |

- En la semana número 1 hubo dos ganadoras (Curvy Zelma y María Alejandra) pero debido a las nuevas reglas solo puede haber una ganadora. Aun así la victoria cuenta para las dos.
- En la semana 10 nuevamente hubo dos ganadoras (Sharon y Estefanía) pero solamente una puede llevarse el premio. Los jueces escogieron a Sharon como ganadora pero aun así la victoria cuenta para las dos.